# キム・ジェヒョン
キム・ジェヒョン（1936年6月5日 -  2011年4月10日）は、韓国のドラマ演出者。
本貫は旧安東金氏。ジャーナリストの金相範は祖父、学者で元保健福祉部次官の金学黙は父、元国会議員の金周黙は叔父、実業家の金在徽、演出家・プログラムディレクターの金在衍は弟。

## 経歴
東国大学校国文学科卒業後、当時の朴正煕軍事独裁政権が大韓放送を事実上接収し「国営ソウルテレビジョン放送局」（後のKBS韓国放送公社）を立ち上げるにあたり開局要員として採用され、1962年、子供向け劇で監督デビュー。1963年には韓国最初のテレビ時代劇『国土万里』を手掛けた。
その後「TBC東洋放送」開局の際に移籍し数多くの作品を手掛けるも、全斗煥政権による言論統廃合でTBCが取り潰されると結果的にKBSへ復帰した。定年退職後は母校東国大学校で文芸創作科碩座教授を務める傍ら、民放のSBSを拠点に活動していたが、体調悪化により『王と私』が最後のテレビドラマ作品（遺作）となった。74歳没。

## 主な演出作品
- 国土万里（1963年、国営ソウルテレビ）
- 別宅お嬢さん（1976年、TBC）[注 1]
- 思母曲（1987年、KBS）
- 王道（ワンド）（1991年、KBS）
- 三国記 -三国時代の英雄たち-（1992年、KBS）
- 韓明澮（ハン・ミョンフェ）〜朝鮮王朝を導いた天才策士〜（1994年、KBS）
- 西宮（ソグン）・宮廷女官キム尚宮（サングン）（1995年、KBS）
- 王朝の暁 〜趙光祖（チョ・グァンジョ）伝〜（1996年、KBS）
- 龍の涙（1996年、KBS）
- 女人天下（2001年、SBS）
- 王の女（2003年、SBS）
- 王と私（2007年、SBS）※遺作